# Waterpolo al Campionat del Món de natació de 2013 – Dones
El Campionat Mundial de Waterpolo masculí del Campionat del Món de natació de 2013, es va celebrar a Barcelona entre els dies 21 de juliol i 2 d'agost de 2013 a les piscines Bernat Picornell

## Classificació
16 equips són els que varen disputar el campionat segons els següents criteris:
- País amfitrió.
- Els 2 millors equips en la waterpolo world league, excloent el país amfitrió.
- Els 4 millors equips en els jocs olímpics, excloent els ja classificats.
- Els 3 millors equips en el Campionat d'Europa de waterpolo, excloent els ja classificats.
- Els 2 millors equips en el Campionat de classificació americà, excloent els ja classificats.
- Els 2 millors equips en el Campionat d'Àsia de waterpolo, excloent els ja classificats.
- El millor equip d'Oceania, excloent els ja classificats.
- El millor equid d'Àfrica, excloent els ja classificats.

| Campionat                        | Data                          | Localització             | Places | Classificats                                |
| -------------------------------- | ----------------------------- | ------------------------ | ------ | ------------------------------------------- |
| País amfitrió                    | –                             | –                        | 1      | Espanya                                     |
| Waterpolo World League           | 29 de maig al 3 de juny 2012  | R.P. de la Xina Changshu | 2      | Estats Units · Austràlia                    |
| Jocs Olímpics 2012               | 30 Juliol a l'11 d'agost 2012 | Regne Unit Londres       | 4      | Hongria · R.P. de la Xina · Rússia · Itàlia |
| Campionat d'Europa de waterpolo  | 18–28 Gener 2012              | Eindhoven                | 3      | Països Baixos · Grècia · Regne Unit         |
| Torenig americà de Classificació | Gener 2013                    | Canadà Calgary           | 2      | Canadà · Brasil                             |
| Campionat d'Àsia de waterpolo    |                               |                          | 2      | Uzbekistan · Kazakhstan                     |
| Africa                           |                               |                          | 1      | Sud-àfrica                                  |
| Oceania                          |                               |                          | 1      | Nova Zelanda                                |
| TOTAL                            |                               |                          | 16     |                                             |

## Grups
| Grupo A       | Grupo B         | Grupo C      | Grupo D    |
| ------------- | --------------- | ------------ | ---------- |
| Espanya       | Austràlia       | Estats Units | Hongria    |
| Rússia        | R.P. de la Xina | Canadà       | Itàlia     |
| Països Baixos | Nova Zelanda    | Grècia       | Brasil     |
| Uzbekistan    | Sud-àfrica      | Regne Unit   | Kazakhstan |

## Ronda preliminar

### Grup A
|               | Pld | W | D | L | GF | GA | GD  | Pts |
| ------------- | --- | - | - | - | -- | -- | --- | --- |
| Rússia        | 3   | 2 | 1 | 0 | 41 | 24 | +17 | 5   |
| Espanya       | 3   | 2 | 0 | 1 | 40 | 23 | +17 | 4   |
| Països Baixos | 3   | 1 | 1 | 1 | 54 | 29 | +25 | 3   |
| Uzbekistan    | 3   | 0 | 0 | 3 | 13 | 72 | −59 | 0   |

| 21 Juliol 2013 09:30 Acta | Rússia                                  | 22‐6 | Uzbekistan       | Piscines Bernat Picornell, Barcelona Assistència: 225 espectadors Àrbitres: Terepenka (CAN), Makita (JPN) |
| 21 Juliol 2013 09:30 Acta | Resultat per quarts: 5–1, 6–1, 5–2, 6–2 |      |                  | Piscines Bernat Picornell, Barcelona Assistència: 225 espectadors Àrbitres: Terepenka (CAN), Makita (JPN) |
| 21 Juliol 2013 09:30 Acta | Prokofyeva 6                            | Gols | tres jugadores 2 | Piscines Bernat Picornell, Barcelona Assistència: 225 espectadors Àrbitres: Terepenka (CAN), Makita (JPN) |

| 21 Juliol 2013 21:30 Acta | Espanya                                 | 14‐12 | Països Baixos | Piscines Bernat Picornell, Barcelona Assistència: 1,300 espectadors Àrbitres: Bianchi (ITA), Bender (GER) |
| 21 Juliol 2013 21:30 Acta | Resultat per quarts: 2–4, 5–1, 3–3, 4–4 |       |               | Piscines Bernat Picornell, Barcelona Assistència: 1,300 espectadors Àrbitres: Bianchi (ITA), Bender (GER) |
| 21 Juliol 2013 21:30 Acta | Espar, Peña 3                           | Gols  | Smit 4        | Piscines Bernat Picornell, Barcelona Assistència: 1,300 espectadors Àrbitres: Bianchi (ITA), Bender (GER) |

| 23 Juliol 2013 20:10 Acta | Uzbekistan                              | 3‐30 | Països Baixos | Piscines Bernat Picornell, Barcelona Assistència: 500 espectadors Àrbitres: Makita (JPN), Moller (ARG) |
| 23 Juliol 2013 20:10 Acta | Resultat per quarts: 1–7, 0–9, 1–6, 1–8 |      |               | Piscines Bernat Picornell, Barcelona Assistència: 500 espectadors Àrbitres: Makita (JPN), Moller (ARG) |
| 23 Juliol 2013 20:10 Acta | tres jugadores 1                        | Gols | Klaassen 6    | Piscines Bernat Picornell, Barcelona Assistència: 500 espectadors Àrbitres: Makita (JPN), Moller (ARG) |

| 23 Juliol 2013 21:30 Acta | Espanya                                 | 6‐7  | Rússia       | Piscines Bernat Picornell, Barcelona Assistència: 1,500 espectadors Àrbitres: Drury (USA), Flahive (AUS) |
| 23 Juliol 2013 21:30 Acta | Resultat per quarts: 0–1, 2–1, 1–3, 3–2 |      |              | Piscines Bernat Picornell, Barcelona Assistència: 1,500 espectadors Àrbitres: Drury (USA), Flahive (AUS) |
| 23 Juliol 2013 21:30 Acta | López 3                                 | Gols | Prokofyeva 4 | Piscines Bernat Picornell, Barcelona Assistència: 1,500 espectadors Àrbitres: Drury (USA), Flahive (AUS) |

| 25 Juliol 2013 17:30 Acta | Rússia                                  | 12‐12 | Països Baixos | Piscines Bernat Picornell, Barcelona Assistència: 300 espectadors Àrbitres: Bianchi (ITA), Stavridis (GRE) |
| 25 Juliol 2013 17:30 Acta | Resultat per quarts: 3–3, 4–2, 1–2, 4–5 |       |               | Piscines Bernat Picornell, Barcelona Assistència: 300 espectadors Àrbitres: Bianchi (ITA), Stavridis (GRE) |
| 25 Juliol 2013 17:30 Acta | Beliaeva, Ivanova 3                     | Gols  | Klaassen 4    | Piscines Bernat Picornell, Barcelona Assistència: 300 espectadors Àrbitres: Bianchi (ITA), Stavridis (GRE) |

| 25 Juliol 2013 21:30 Acta | Espanya                                 | 20‐4 | Uzbekistan           | Piscines Bernat Picornell, Barcelona Assistència: 800 espectadors Àrbitres: Vogel (HUN), Drury (USA) |
| 25 Juliol 2013 21:30 Acta | Resultat per quarts: 8–1, 3–0, 6–0, 3–3 |      |                      | Piscines Bernat Picornell, Barcelona Assistència: 800 espectadors Àrbitres: Vogel (HUN), Drury (USA) |
| 25 Juliol 2013 21:30 Acta | Blas 6                                  | Gols | Plyusova, Halikova 2 | Piscines Bernat Picornell, Barcelona Assistència: 800 espectadors Àrbitres: Vogel (HUN), Drury (USA) |

### Grup B
|                 | Pld | W | D | L | GF | GA | GD  | Pts |
| --------------- | --- | - | - | - | -- | -- | --- | --- |
| Austràlia       | 3   | 3 | 0 | 0 | 45 | 10 | +35 | 6   |
| R.P. de la Xina | 3   | 2 | 0 | 1 | 35 | 21 | +14 | 4   |
| Nova Zelanda    | 3   | 1 | 0 | 2 | 22 | 35 | −13 | 2   |
| Sud-àfrica      | 3   | 0 | 0 | 3 | 10 | 46 | −36 | 0   |

| 21 Juliol 2013 10:50 Acta | Austràlia                               | 15‐4 | Nova Zelanda | Piscines Bernat Picornell, Barcelona Assistència: 320 espectadors Àrbitres: Vogel (HUN), Cardenuto (BRA) |
| 21 Juliol 2013 10:50 Acta | Resultat per quarts: 3–1, 4–2, 4–0, 4–1 |      |              | Piscines Bernat Picornell, Barcelona Assistència: 320 espectadors Àrbitres: Vogel (HUN), Cardenuto (BRA) |
| 21 Juliol 2013 10:50 Acta | Webster 4                               | Gols | Mason 2      | Piscines Bernat Picornell, Barcelona Assistència: 320 espectadors Àrbitres: Vogel (HUN), Cardenuto (BRA) |

| 21 Juliol 2013 12:10 Acta | R.P. de la Xina                         | 17‐2 | Sud-àfrica         | Piscines Bernat Picornell, Barcelona Assistència: 150 espectadors Àrbitres: Drury, Littlejohn (GBR) |
| 21 Juliol 2013 12:10 Acta | Resultat per quarts: 4–0, 4–0, 5–0, 4–2 |      |                    | Piscines Bernat Picornell, Barcelona Assistència: 150 espectadors Àrbitres: Drury, Littlejohn (GBR) |
| 21 Juliol 2013 12:10 Acta | Ma Huanhuan 5                           | Gols | L. Keet, M. Keet 1 | Piscines Bernat Picornell, Barcelona Assistència: 150 espectadors Àrbitres: Drury, Littlejohn (GBR) |

| 23 Juliol 2013 09:30 Acta | Sud-àfrica                              | 7‐13 | Nova Zelanda    | Piscines Bernat Picornell, Barcelona Assistència: 200 espectadors Àrbitres: Koryzna (POL), Abramović (MNE) |
| 23 Juliol 2013 09:30 Acta | Resultat per quarts: 2–3, 1–3, 1–3, 3–4 |      |                 | Piscines Bernat Picornell, Barcelona Assistència: 200 espectadors Àrbitres: Koryzna (POL), Abramović (MNE) |
| 23 Juliol 2013 09:30 Acta | White 3                                 | Gols | Hudson, Myles 4 | Piscines Bernat Picornell, Barcelona Assistència: 200 espectadors Àrbitres: Koryzna (POL), Abramović (MNE) |

| 23 Juliol 2013 10:50 Acta | Austràlia                               | 14‐5 | R.P. de la Xina | Piscines Bernat Picornell, Barcelona Assistència: 400 espectadors Àrbitres: Bianchi (ITA), Bender (GER) |
| 23 Juliol 2013 10:50 Acta | Resultat per quarts: 1–3, 3–2, 6–0, 4–0 |      |                 | Piscines Bernat Picornell, Barcelona Assistència: 400 espectadors Àrbitres: Bianchi (ITA), Bender (GER) |
| 23 Juliol 2013 10:50 Acta | McGhie 3                                | Gols | Liu Ping 2      | Piscines Bernat Picornell, Barcelona Assistència: 400 espectadors Àrbitres: Bianchi (ITA), Bender (GER) |

| 25 Juliol 2013 18:50 Acta | Austràlia                               | 16‐1 | Sud-àfrica | Piscines Bernat Picornell, Barcelona Assistència: 200 espectadors Àrbitres: Makita (JPN), Balfanbayev (KAZ) |
| 25 Juliol 2013 18:50 Acta | Resultat per quarts: 4–0, 5–1, 5–0, 2–0 |      |            | Piscines Bernat Picornell, Barcelona Assistència: 200 espectadors Àrbitres: Makita (JPN), Balfanbayev (KAZ) |
| 25 Juliol 2013 18:50 Acta | Lincoln-Smith, Webster 3                | Gols | White 1    | Piscines Bernat Picornell, Barcelona Assistència: 200 espectadors Àrbitres: Makita (JPN), Balfanbayev (KAZ) |

| 25 Juliol 2013 20:10 Acta | R.P. de la Xina                         | 13‐5 | Nova Zelanda | Piscines Bernat Picornell, Barcelona Assistència: 400 espectadors Àrbitres: Cardenuto (BRA), Littlejohn (GBR) |
| 25 Juliol 2013 20:10 Acta | Resultat per quarts: 2–0, 4–1, 5–3, 2–1 |      |              | Piscines Bernat Picornell, Barcelona Assistència: 400 espectadors Àrbitres: Cardenuto (BRA), Littlejohn (GBR) |
| 25 Juliol 2013 20:10 Acta | Sun Yujun, Song Donglun 3               | Gols | Myles 2      | Piscines Bernat Picornell, Barcelona Assistència: 400 espectadors Àrbitres: Cardenuto (BRA), Littlejohn (GBR) |

### Grup C
|              | Pld | W | D | L | GF | GA | GD  | Pts |
| ------------ | --- | - | - | - | -- | -- | --- | --- |
| Estats Units | 3   | 3 | 0 | 0 | 38 | 20 | +18 | 6   |
| Canadà       | 3   | 1 | 1 | 1 | 30 | 27 | +3  | 3   |
| Grècia       | 3   | 1 | 1 | 1 | 29 | 27 | +2  | 3   |
| Regne Unit   | 3   | 0 | 0 | 3 | 20 | 43 | −23 | 0   |

| 21 Juliol 2013 13:30 Acta | Estats Units                            | 12‐8 | Grècia               | Piscines Bernat Picornell, Barcelona Assistència: 360 espectadors Àrbitres: Borrell (ESP), Koryzna (POL) |
| 21 Juliol 2013 13:30 Acta | Resultat per quarts: 1–2, 3–2, 4–2, 4–2 |      |                      | Piscines Bernat Picornell, Barcelona Assistència: 360 espectadors Àrbitres: Borrell (ESP), Koryzna (POL) |
| 21 Juliol 2013 13:30 Acta | Steffens 3                              | Gols | Tsoukala, Roumpesi 3 | Piscines Bernat Picornell, Barcelona Assistència: 360 espectadors Àrbitres: Borrell (ESP), Koryzna (POL) |

| 21 Juliol 2013 17:30 Acta | Canadà                                  | 14‐9 | Regne Unit     | Piscines Bernat Picornell, Barcelona Assistència: 300 espectadors Àrbitres: Flahive (AUS), Moller (ARG) |
| 21 Juliol 2013 17:30 Acta | Resultat per quarts: 3–2, 4–3, 4–3, 3–1 |      |                | Piscines Bernat Picornell, Barcelona Assistència: 300 espectadors Àrbitres: Flahive (AUS), Moller (ARG) |
| 21 Juliol 2013 17:30 Acta | Alogbo 4                                | Gols | Gibson-Byrne 4 | Piscines Bernat Picornell, Barcelona Assistència: 300 espectadors Àrbitres: Flahive (AUS), Moller (ARG) |

| 23 Juliol 2013 12:10 Acta | Regne Unit                              | 7‐13 | Grècia    | Piscines Bernat Picornell, Barcelona Assistència: 255 espectadors Àrbitres: Reemnet (NED), Skovpina (UZB) |
| 23 Juliol 2013 12:10 Acta | Resultat per quarts: 1–1, 2–2, 2–5, 2–5 |      |           | Piscines Bernat Picornell, Barcelona Assistència: 255 espectadors Àrbitres: Reemnet (NED), Skovpina (UZB) |
| 23 Juliol 2013 12:10 Acta | Gibson-Byrne, Gibson 2                  | Gols | Asimaki 5 | Piscines Bernat Picornell, Barcelona Assistència: 255 espectadors Àrbitres: Reemnet (NED), Skovpina (UZB) |

| 23 Juliol 2013 13:30 Acta | Estats Units                            | 10‐8 | Canadà      | Piscines Bernat Picornell, Barcelona Assistència: 200 espectadors Àrbitres: Alexandrescu (ROU), Williams (NZL) |
| 23 Juliol 2013 13:30 Acta | Resultat per quarts: 4–1, 2–2, 3–2, 1–3 |      |             | Piscines Bernat Picornell, Barcelona Assistència: 200 espectadors Àrbitres: Alexandrescu (ROU), Williams (NZL) |
| 23 Juliol 2013 13:30 Acta | Silver, Seidemann 2                     | Gols | Perreault 3 | Piscines Bernat Picornell, Barcelona Assistència: 200 espectadors Àrbitres: Alexandrescu (ROU), Williams (NZL) |

| 25 Juliol 2013 09:30 Acta | Estats Units                            | 16‐4 | Regne Unit     | Piscines Bernat Picornell, Barcelona Assistència: 500 espectadors Àrbitres: Melliar (RSA), Flahive (AUS) |
| 25 Juliol 2013 09:30 Acta | Resultat per quarts: 4–0, 2–2, 3–1, 7–1 |      |                | Piscines Bernat Picornell, Barcelona Assistència: 500 espectadors Àrbitres: Melliar (RSA), Flahive (AUS) |
| 25 Juliol 2013 09:30 Acta | Clark 3                                 | Gols | Gibson-Byrne 2 | Piscines Bernat Picornell, Barcelona Assistència: 500 espectadors Àrbitres: Melliar (RSA), Flahive (AUS) |

| 25 Juliol 2013 10:50 Acta | Canadà                                  | 8‐8  | Grècia              | Piscines Bernat Picornell, Barcelona Assistència: 650 espectadors Àrbitres: Taylan (TUR), Peris (CRO) |
| 25 Juliol 2013 10:50 Acta | Resultat per quarts: 2–3, 2–3, 3–0, 1–2 |      |                     | Piscines Bernat Picornell, Barcelona Assistència: 650 espectadors Àrbitres: Taylan (TUR), Peris (CRO) |
| 25 Juliol 2013 10:50 Acta | Eggens 4                                | Gols | Tsoukala, Asimaki 2 | Piscines Bernat Picornell, Barcelona Assistència: 650 espectadors Àrbitres: Taylan (TUR), Peris (CRO) |

### Grup D
|            | Pld | W | D | L | GF | GA | GD  | Pts |
| ---------- | --- | - | - | - | -- | -- | --- | --- |
| Hongria    | 3   | 3 | 0 | 0 | 48 | 17 | +31 | 6   |
| Itàlia     | 3   | 2 | 0 | 1 | 26 | 22 | +4  | 4   |
| Kazakhstan | 3   | 1 | 0 | 2 | 23 | 32 | −9  | 2   |
| Brasil     | 3   | 0 | 0 | 3 | 16 | 42 | −26 | 0   |

| 21 Juliol 2013 18:50 Acta | Hongria                                 | 20‐6 | Brasil               | Piscines Bernat Picornell, Barcelona Assistència: 300 espectadors Àrbitres: Naumov (RUS), Reemnet (NED) |
| 21 Juliol 2013 18:50 Acta | Resultat per quarts: 6–2, 3–0, 3–0, 8–4 |      |                      | Piscines Bernat Picornell, Barcelona Assistència: 300 espectadors Àrbitres: Naumov (RUS), Reemnet (NED) |
| 21 Juliol 2013 18:50 Acta | Keszthelyi 5                            | Gols | Zablith, Chiappini 2 | Piscines Bernat Picornell, Barcelona Assistència: 300 espectadors Àrbitres: Naumov (RUS), Reemnet (NED) |

| 21 Juliol 2013 20:10 Acta | Itàlia                                  | 9‐7  | Kazakhstan              | Piscines Bernat Picornell, Barcelona Assistència: 600 espectadors Àrbitres: Taylan (TUR), Ni (CHN) |
| 21 Juliol 2013 20:10 Acta | Resultat per quarts: 1–3, 5–0, 2–3, 1–1 |      |                         | Piscines Bernat Picornell, Barcelona Assistència: 600 espectadors Àrbitres: Taylan (TUR), Ni (CHN) |
| 21 Juliol 2013 20:10 Acta | Di Mario 3                              | Gols | Akilbayeva, Gritsenko 2 | Piscines Bernat Picornell, Barcelona Assistència: 600 espectadors Àrbitres: Taylan (TUR), Ni (CHN) |

| 23 Juliol 2013 17:30 Acta | Kazakhstan                              | 9‐5  | Brasil      | Piscines Bernat Picornell, Barcelona Assistència: 410 espectadors Àrbitres: Taylan (TUR), Golijanin (SRB) |
| 23 Juliol 2013 17:30 Acta | Resultat per quarts: 2–2, 3–0, 2–0, 2–3 |      |             | Piscines Bernat Picornell, Barcelona Assistència: 410 espectadors Àrbitres: Taylan (TUR), Golijanin (SRB) |
| 23 Juliol 2013 17:30 Acta | Jakayeva, Gritsenko 2                   | Gols | Chiappini 3 | Piscines Bernat Picornell, Barcelona Assistència: 410 espectadors Àrbitres: Taylan (TUR), Golijanin (SRB) |

| 23 Juliol 2013 18:50 Acta | Hongria                                 | 10‐4 | Itàlia             | Piscines Bernat Picornell, Barcelona Assistència: 400 espectadors Àrbitres: Borrell (ESP), Margeta (SLO) |
| 23 Juliol 2013 18:50 Acta | Resultat per quarts: 3–1, 3–1, 3–1, 1–1 |      |                    | Piscines Bernat Picornell, Barcelona Assistència: 400 espectadors Àrbitres: Borrell (ESP), Margeta (SLO) |
| 23 Juliol 2013 18:50 Acta | Keszthelyi, Bujka 4                     | Gols | quatre jugadores 1 | Piscines Bernat Picornell, Barcelona Assistència: 400 espectadors Àrbitres: Borrell (ESP), Margeta (SLO) |

| 25 Juliol 2013 12:10 Acta | Hongria                                 | 18‐7 | Kazakhstan | Piscines Bernat Picornell, Barcelona Assistència: 200 espectadors Àrbitres: Williams (NZL), Bender (GER) |
| 25 Juliol 2013 12:10 Acta | Resultat per quarts: 8–1, 4–2, 3–2, 3–2 |      |            | Piscines Bernat Picornell, Barcelona Assistència: 200 espectadors Àrbitres: Williams (NZL), Bender (GER) |
| 25 Juliol 2013 12:10 Acta | Bujka 3                                 | Gols | Jakayeva 4 | Piscines Bernat Picornell, Barcelona Assistència: 200 espectadors Àrbitres: Williams (NZL), Bender (GER) |

| 25 Juliol 2013 13:30 Acta | Itàlia                                  | 13‐5 | Brasil    | Piscines Bernat Picornell, Barcelona Assistència: 200 espectadors Àrbitres: Skovpina (UZB), Koganov (AZE) |
| 25 Juliol 2013 13:30 Acta | Resultat per quarts: 2–1, 6–0, 2–1, 3–3 |      |           | Piscines Bernat Picornell, Barcelona Assistència: 200 espectadors Àrbitres: Skovpina (UZB), Koganov (AZE) |
| 25 Juliol 2013 13:30 Acta | tres jugadores 3                        | Gols | Zablith 2 | Piscines Bernat Picornell, Barcelona Assistència: 200 espectadors Àrbitres: Skovpina (UZB), Koganov (AZE) |

## Fase final
|  | Vuitens de final | Vuitens de final |              |    | Quarts de final | Quarts de final |  |  | Semifinals | Semifinals |  |  | Final | Final |
|  |                  |                  |              |    |                 |                 |  |  |            |            |  |  |       |       |
|  | 27 Juliol        |                  |              |    |                 |                 |  |  |            |            |  |  |       |       |
|  |                  |                  |              |    |                 |                 |  |  |            |            |  |  |       |       |
|  | Rússia           | 22               |              |    |                 |                 |  |  |            |            |  |  |       |       |
|  | Rússia           | 22               | 29 Juliol    |    |                 |                 |  |  |            |            |  |  |       |       |
|  | Sud-àfrica       | 3                |              |    |                 |                 |  |  |            |            |  |  |       |       |
|  | Sud-àfrica       | 3                | Rússia       | 17 |                 |                 |  |  |            |            |  |  |       |       |
|  | 27 Juliol        |                  | Rússia       | 17 |                 |                 |  |  |            |            |  |  |       |       |
|  |                  | Canadà           | 9            |    |                 |                 |  |  |            |            |  |  |       |       |
|  | Canadà           | Canadà           | 9            | 14 |                 |                 |  |  |            |            |  |  |       |       |
|  | Canadà           |                  | 31 Juliol    | 14 |                 |                 |  |  |            |            |  |  |       |       |
|  | Kazakhstan       | 8                |              |    |                 |                 |  |  |            |            |  |  |       |       |
|  | Kazakhstan       | 8                | Rússia       | 6  |                 |                 |  |  |            |            |  |  |       |       |
|  | 27 Juliol        |                  | Rússia       | 6  |                 |                 |  |  |            |            |  |  |       |       |
|  |                  | Austràlia        | 9            |    |                 |                 |  |  |            |            |  |  |       |       |
|  | Austràlia        | Austràlia        | 9            | 25 |                 |                 |  |  |            |            |  |  |       |       |
|  | Austràlia        | 29 Juliol        |              | 25 |                 |                 |  |  |            |            |  |  |       |       |
|  | Uzbekistan       | 2                |              |    |                 |                 |  |  |            |            |  |  |       |       |
|  | Uzbekistan       | 2                | Austràlia    | 9  |                 |                 |  |  |            |            |  |  |       |       |
|  | 27 Juliol        |                  | Austràlia    | 9  |                 |                 |  |  |            |            |  |  |       |       |
|  |                  | Grècia           | 5            |    |                 |                 |  |  |            |            |  |  |       |       |
|  | Itàlia           | Grècia           | 5            | 12 |                 |                 |  |  |            |            |  |  |       |       |
|  | Itàlia           |                  | 2 Agost      | 12 |                 |                 |  |  |            |            |  |  |       |       |
|  | Grècia (Penals)  | 13               |              |    |                 |                 |  |  |            |            |  |  |       |       |
|  | Grècia (Penals)  | 13               | Austràlia    | 6  |                 |                 |  |  |            |            |  |  |       |       |
|  | 27 Juliol        |                  | Austràlia    | 6  |                 |                 |  |  |            |            |  |  |       |       |
|  |                  | Espanya          | 8            |    |                 |                 |  |  |            |            |  |  |       |       |
|  | Estats Units     | Espanya          | 8            | 14 |                 |                 |  |  |            |            |  |  |       |       |
|  | Estats Units     | 29 Juliol        |              | 14 |                 |                 |  |  |            |            |  |  |       |       |
|  | Brasil           | 3                |              |    |                 |                 |  |  |            |            |  |  |       |       |
|  | Brasil           | 3                | Estats Units | 6  |                 |                 |  |  |            |            |  |  |       |       |
|  | 27 Juliol        |                  | Estats Units | 6  |                 |                 |  |  |            |            |  |  |       |       |
|  |                  | Espanya          | 9            |    |                 |                 |  |  |            |            |  |  |       |       |
|  | Espanya          | Espanya          | 9            | 18 |                 |                 |  |  |            |            |  |  |       |       |
|  | Espanya          |                  | 31 Juliol    | 18 |                 |                 |  |  |            |            |  |  |       |       |
|  | Nova Zelanda     | 6                |              |    |                 |                 |  |  |            |            |  |  |       |       |
|  | Nova Zelanda     | 6                | Espanya      | 13 |                 |                 |  |  |            |            |  |  |       |       |
|  | 27 Juliol        |                  | Espanya      | 13 |                 |                 |  |  |            |            |  |  |       |       |
|  |                  | Hongria          | 12           |    |                 |                 |  |  |            |            |  |  |       |       |
|  | Hongria          | Hongria          | 12           | 14 |                 |                 |  |  |            |            |  |  |       |       |
|  | Hongria          | 29 Juliol        |              | 14 |                 |                 |  |  |            |            |  |  |       |       |
|  | Regne Unit       | 5                |              |    |                 |                 |  |  |            |            |  |  |       |       |
|  | Regne Unit       | 5                | Hongria      | 11 |                 |                 |  |  |            |            |  |  |       |       |
|  | 27 Juliol        |                  | Hongria      | 11 |                 |                 |  |  |            |            |  |  |       |       |
|  |                  | Països Baixos    | 7            |    |                 |                 |  |  |            |            |  |  |       |       |
|  | R.P. de la Xina  | Països Baixos    | 7            | 10 |                 |                 |  |  |            |            |  |  |       |       |
|  | R.P. de la Xina  |                  |              | 10 |                 |                 |  |  |            |            |  |  |       |       |
|  | Països Baixos    | 11               |              |    |                 |                 |  |  |            |            |  |  |       |       |
|  | Països Baixos    | 11               |              |    |                 |                 |  |  |            |            |  |  |       |       |

5th place bracket
|  | Classificació pel cinquè lloc | Classificació pel cinquè lloc |    |         | Partit pel cinquè lloc | Partit pel cinquè lloc |
|  |                               |                               |    |         |                        |                        |
|  | 31 Juliol                     |                               |    |         |                        |                        |
|  | Canadà                        | 8                             |    |         |                        |                        |
|  | Grècia                        | 12                            |    |         |                        |                        |
|  |                               |                               |    |         |                        |                        |
|  |                               |                               |    |         | 2 Agost                |                        |
|  |                               |                               |    |         | Grècia                 | 12                     |
|  |                               | Estats Units (Penals)         | 15 |         |                        |                        |
|  |                               |                               |    |         |                        |                        |
|  |                               |                               |    |         |                        |                        |
|  |                               |                               |    |         | Partit pel setè lloc   |                        |
|  | 31 Juliol                     | 31 Juliol                     |    | 2 Agost | 2 Agost                |                        |
|  | Estats Units                  | 12                            |    | Canadà  | 9                      |                        |
|  | Països Baixos                 | 11                            |    |         | Països Baixos          | 12                     |

### Octaus
| 27 Juliol 2013 09:30 Acta | Rússia                                  | 22‐3 | Sud-àfrica       | Piscines Bernat Picornell, Barcelona Assistència: 100 espectadors Àrbitres: Ni (CHN), Vogel (HUN) |
| 27 Juliol 2013 09:30 Acta | Resultat per quarts: 5–0, 7–2, 6–1, 4–0 |      |                  | Piscines Bernat Picornell, Barcelona Assistència: 100 espectadors Àrbitres: Ni (CHN), Vogel (HUN) |
| 27 Juliol 2013 09:30 Acta | Beliaeva 5                              | Gols | tres jugadores 1 | Piscines Bernat Picornell, Barcelona Assistència: 100 espectadors Àrbitres: Ni (CHN), Vogel (HUN) |

| 27 Juliol 2013 10:50 Acta | Austràlia                               | 25‐2 | Uzbekistan | Piscines Bernat Picornell, Barcelona Assistència: 100 espectadors Àrbitres: Moller (ARG), Littlejohn (GBR) |
| 27 Juliol 2013 10:50 Acta | Resultat per quarts: 6–0, 5–1, 5–1, 9–0 |      |            | Piscines Bernat Picornell, Barcelona Assistència: 100 espectadors Àrbitres: Moller (ARG), Littlejohn (GBR) |
| 27 Juliol 2013 10:50 Acta | Buckling 6                              | Gols | Sarancha 2 | Piscines Bernat Picornell, Barcelona Assistència: 100 espectadors Àrbitres: Moller (ARG), Littlejohn (GBR) |

| 27 Juliol 2013 12:10 Acta | R.P. de la Xina                         | 10‐1 | Països Baixos    | Piscines Bernat Picornell, Barcelona Assistència: 300 espectadors Àrbitres: Bender (GER), Flahive (AUS) |
| 27 Juliol 2013 12:10 Acta | Resultat per quarts: 2–2, 2–4, 3–2, 3–3 |      |                  | Piscines Bernat Picornell, Barcelona Assistència: 300 espectadors Àrbitres: Bender (GER), Flahive (AUS) |
| 27 Juliol 2013 12:10 Acta | Ma Huanhuan 4                           | Gols | Smit, Klaassen 3 | Piscines Bernat Picornell, Barcelona Assistència: 300 espectadors Àrbitres: Bender (GER), Flahive (AUS) |

| 27 Juliol 2013 13:30 Acta | Espanya                                 | 18‐6 | Nova Zelanda    | Piscines Bernat Picornell, Barcelona Assistència: 450 espectadors Àrbitres: Melliar (RSA), Golijanin (SRB) |
| 27 Juliol 2013 13:30 Acta | Resultat per quarts: 5–1, 4–2, 3–2, 6–1 |      |                 | Piscines Bernat Picornell, Barcelona Assistència: 450 espectadors Àrbitres: Melliar (RSA), Golijanin (SRB) |
| 27 Juliol 2013 13:30 Acta | Pareja 5                                | Gols | Hudson, Myles 2 | Piscines Bernat Picornell, Barcelona Assistència: 450 espectadors Àrbitres: Melliar (RSA), Golijanin (SRB) |

| 27 Juliol 2013 17:30 Acta | Estats Units                            | 14‐3 | Brasil           | Piscines Bernat Picornell, Barcelona Assistència: 400 espectadors Àrbitres: Makita (JPN), Skovpina (UZB) |
| 27 Juliol 2013 17:30 Acta | Resultat per quarts: 3–0, 7–1, 2–2, 2–0 |      |                  | Piscines Bernat Picornell, Barcelona Assistència: 400 espectadors Àrbitres: Makita (JPN), Skovpina (UZB) |
| 27 Juliol 2013 17:30 Acta | cinc jugadores 2                        | Gols | tres jugadores 1 | Piscines Bernat Picornell, Barcelona Assistència: 400 espectadors Àrbitres: Makita (JPN), Skovpina (UZB) |

| 27 Juliol 2013 18:50 Acta | Canadà                                  | 14‐8 | Kazakhstan             | Piscines Bernat Picornell, Barcelona Assistència: 300 espectadors Àrbitres: Williams (NZL), Taylan (TUR) |
| 27 Juliol 2013 18:50 Acta | Resultat per quarts: 4–2, 5–1, 3–3, 2–2 |      |                        | Piscines Bernat Picornell, Barcelona Assistència: 300 espectadors Àrbitres: Williams (NZL), Taylan (TUR) |
| 27 Juliol 2013 18:50 Acta | Eggens 4                                | Gols | Shepelina, Gritsenko 2 | Piscines Bernat Picornell, Barcelona Assistència: 300 espectadors Àrbitres: Williams (NZL), Taylan (TUR) |

| 27 Juliol 2013 20:10 Acta | Hongria                                 | 14‐5 | Regne Unit | Piscines Bernat Picornell, Barcelona Assistència: 450 espectadors Àrbitres: Terepenka (CAN), Drury (USA) |
| 27 Juliol 2013 20:10 Acta | Resultat per quarts: 4–2, 4–2, 2–0, 4–1 |      |            | Piscines Bernat Picornell, Barcelona Assistència: 450 espectadors Àrbitres: Terepenka (CAN), Drury (USA) |
| 27 Juliol 2013 20:10 Acta | Bujka 5                                 | Gols | Nixon 2    | Piscines Bernat Picornell, Barcelona Assistència: 450 espectadors Àrbitres: Terepenka (CAN), Drury (USA) |

| 27 Juliol 2013 21:30 Acta | Itàlia                                  | 12‐13 | Grècia         | Piscines Bernat Picornell, Barcelona Assistència: 400 espectadors Àrbitres: Margeta (SLO), Borrell (ESP) |
| 27 Juliol 2013 21:30 Acta | Resultat per quarts: 2–2, 2–3, 1–2, 4–2 |       |                | Piscines Bernat Picornell, Barcelona Assistència: 400 espectadors Àrbitres: Margeta (SLO), Borrell (ESP) |
| 27 Juliol 2013 21:30 Acta | Bianconi 3                              | Gols  | Manolioudaki 4 | Piscines Bernat Picornell, Barcelona Assistència: 400 espectadors Àrbitres: Margeta (SLO), Borrell (ESP) |

### Quarts
| 29 Juliol 2013 15:30 Acta | Rússia                                  | 17‐9 | Canadà    | Piscines Bernat Picornell, Barcelona Assistència: 560 espectadors Àrbitres: Bender (GER), Peris (CRO) |
| 29 Juliol 2013 15:30 Acta | Resultat per quarts: 5–2, 3–1, 4–4, 5–2 |      |           | Piscines Bernat Picornell, Barcelona Assistència: 560 espectadors Àrbitres: Bender (GER), Peris (CRO) |
| 29 Juliol 2013 15:30 Acta | Prokofyeva, Ivanova 4                   | Gols | Békhazi 4 | Piscines Bernat Picornell, Barcelona Assistència: 560 espectadors Àrbitres: Bender (GER), Peris (CRO) |

| 29 Juliol 2013 17:00 Acta | Austràlia                               | 9‐5  | Grècia                | Piscines Bernat Picornell, Barcelona Assistència: 500 espectadors Àrbitres: Margeta (SLO), Alexandrescu (ROU) |
| 29 Juliol 2013 17:00 Acta | Resultat per quarts: 3–1, 1–1, 2–2, 3–1 |      |                       | Piscines Bernat Picornell, Barcelona Assistència: 500 espectadors Àrbitres: Margeta (SLO), Alexandrescu (ROU) |
| 29 Juliol 2013 17:00 Acta | quatre jugadores 2                      | Gols | Avramidou, Roumpesi 2 | Piscines Bernat Picornell, Barcelona Assistència: 500 espectadors Àrbitres: Margeta (SLO), Alexandrescu (ROU) |

| 29 Juliol 2013 20:15 Acta | Països Baixos                           | 7‐11 | Hongria      | Piscines Bernat Picornell, Barcelona Assistència: 1,800 espectadors Àrbitres: Moller (ARG), Taylan (TUR) |
| 29 Juliol 2013 20:15 Acta | Resultat per quarts: 1–5, 0–2, 3–2, 3–2 |      |              | Piscines Bernat Picornell, Barcelona Assistència: 1,800 espectadors Àrbitres: Moller (ARG), Taylan (TUR) |
| 29 Juliol 2013 20:15 Acta | Klaassen 2                              | Gols | Keszthelyi 4 | Piscines Bernat Picornell, Barcelona Assistència: 1,800 espectadors Àrbitres: Moller (ARG), Taylan (TUR) |

| 29 Juliol 2013 21:45 Acta | Espanya                                 | 9‐6  | Estats Units | Piscines Bernat Picornell, Barcelona Assistència: 3,300 espectadors Àrbitres: Koryzna (POL), Bianchi (ITA) |
| 29 Juliol 2013 21:45 Acta | Resultat per quarts: 4–2, 1–2, 1–1, 3–1 |      |              | Piscines Bernat Picornell, Barcelona Assistència: 3,300 espectadors Àrbitres: Koryzna (POL), Bianchi (ITA) |
| 29 Juliol 2013 21:45 Acta | Pareja 4                                | Gols | Craig 3      | Piscines Bernat Picornell, Barcelona Assistència: 3,300 espectadors Àrbitres: Koryzna (POL), Bianchi (ITA) |

### Classificació pel cinquè lloc
| 31 Juliol 2013 15:30 Acta | Canadà                                  | 8‐12 | Grècia     | Piscines Bernat Picornell, Barcelona Assistència: 400 espectadors Àrbitres: Moller (ARG), Taylan (TUR) |
| 31 Juliol 2013 15:30 Acta | Resultat per quarts: 1–5, 3–1, 1–5, 3–1 |      |            | Piscines Bernat Picornell, Barcelona Assistència: 400 espectadors Àrbitres: Moller (ARG), Taylan (TUR) |
| 31 Juliol 2013 15:30 Acta | Wright, Eggens 2                        | Gols | Tsoukala 4 | Piscines Bernat Picornell, Barcelona Assistència: 400 espectadors Àrbitres: Moller (ARG), Taylan (TUR) |

| 31 Juliol 2013 17:00 Acta | Estats Units                            | 12‐11 | Països Baixos | Piscines Bernat Picornell, Barcelona Assistència: 400 espectadors Àrbitres: Peris (CRO), Flahive (AUS) |
| 31 Juliol 2013 17:00 Acta | Resultat per quarts: 2–2, 4–3, 3–2, 3–4 |       |               | Piscines Bernat Picornell, Barcelona Assistència: 400 espectadors Àrbitres: Peris (CRO), Flahive (AUS) |
| 31 Juliol 2013 17:00 Acta | cinc jugadores 2                        | Gols  | Klaassen 4    | Piscines Bernat Picornell, Barcelona Assistència: 400 espectadors Àrbitres: Peris (CRO), Flahive (AUS) |

#### Semifinals
| 31 Juliol 2013 20:15 Acta | Rússia                                  | 6‐9  | Austràlia | Piscines Bernat Picornell, Barcelona Assistència: 2,200 espectadors Àrbitres: Margeta (SLO), Bianchi (ITA) |
| 31 Juliol 2013 20:15 Acta | Resultat per quarts: 2–1, 1–3, 1–2, 2–3 |      |           | Piscines Bernat Picornell, Barcelona Assistència: 2,200 espectadors Àrbitres: Margeta (SLO), Bianchi (ITA) |
| 31 Juliol 2013 20:15 Acta | Ivanova 2                               | Gols | Zagame 3  | Piscines Bernat Picornell, Barcelona Assistència: 2,200 espectadors Àrbitres: Margeta (SLO), Bianchi (ITA) |

| 31 Juliol 2013 21:45 Acta | Espanya                                 | 13‐12 | Hongria | Piscines Bernat Picornell, Barcelona Assistència: 3,200 espectadors Àrbitres: Drury (USA), Alexandrescu (ROU) |
| 31 Juliol 2013 21:45 Acta | Resultat per quarts: 5–5, 4–4, 2–3, 2–0 |       |         | Piscines Bernat Picornell, Barcelona Assistència: 3,200 espectadors Àrbitres: Drury (USA), Alexandrescu (ROU) |
| 31 Juliol 2013 21:45 Acta | Espar 4                                 | Gols  | Antal 4 | Piscines Bernat Picornell, Barcelona Assistència: 3,200 espectadors Àrbitres: Drury (USA), Alexandrescu (ROU) |

### Partit pel setè lloc
| 2 Agost 2013 15:00 Acta | Canadà                                  | 9‐12 | Països Baixos    | Piscines Bernat Picornell, Barcelona Assistència: 300 espectadors Àrbitres: Vogel (HUN), Naumov (RUS) |
| 2 Agost 2013 15:00 Acta | Resultat per quarts: 1–5, 2–3, 4–3, 2–1 |      |                  | Piscines Bernat Picornell, Barcelona Assistència: 300 espectadors Àrbitres: Vogel (HUN), Naumov (RUS) |
| 2 Agost 2013 15:00 Acta | Valin 4                                 | Gols | Smit, Klaassen 3 | Piscines Bernat Picornell, Barcelona Assistència: 300 espectadors Àrbitres: Vogel (HUN), Naumov (RUS) |

### Partit pel cinquè lloc
| 2 Agost 2013 20:45 Acta | Grècia                                  | 12‐15 | Estats Units | Piscines Bernat Picornell, Barcelona Assistència: 4,400 espectadors Àrbitres: Terepenka (CAN), Taylan (TUR) |
| 2 Agost 2013 20:45 Acta | Resultat per quarts: 4–4, 1–2, 1–3, 4–1 |       |              | Piscines Bernat Picornell, Barcelona Assistència: 4,400 espectadors Àrbitres: Terepenka (CAN), Taylan (TUR) |
| 2 Agost 2013 20:45 Acta | Avramidou 4                             | Gols  | Mathewson 3  | Piscines Bernat Picornell, Barcelona Assistència: 4,400 espectadors Àrbitres: Terepenka (CAN), Taylan (TUR) |

#### Partit pel tercer lloc
| 2 Agost 2013 16:30 Acta | Rússia                                  | 8‐10 | Hongria            | Piscines Bernat Picornell, Barcelona Assistència: 1,250 espectadors Àrbitres: Drury (USA), Bianchi (ITA) |
| 2 Agost 2013 16:30 Acta | Resultat per quarts: 3–3, 2–2, 2–3, 1–2 |      |                    | Piscines Bernat Picornell, Barcelona Assistència: 1,250 espectadors Àrbitres: Drury (USA), Bianchi (ITA) |
| 2 Agost 2013 16:30 Acta | A. Antonova 3                           | Gols | Keszthelyi, Tóth 3 | Piscines Bernat Picornell, Barcelona Assistència: 1,250 espectadors Àrbitres: Drury (USA), Bianchi (ITA) |

### Final
| 2 Agost 2013 22:15 Acta | Austràlia                               | 6‐8  | Espanya          | Piscines Bernat Picornell, Barcelona Assistència: 4,500 espectadors Àrbitres: Koryzna (POL), Bender (GER) |
| 2 Agost 2013 22:15 Acta | Resultat per quarts: 1–2, 2–3, 1–1, 2–2 |      |                  | Piscines Bernat Picornell, Barcelona Assistència: 4,500 espectadors Àrbitres: Koryzna (POL), Bender (GER) |
| 2 Agost 2013 22:15 Acta | sis jugadores 1                         | Gols | tres jugadores 2 | Piscines Bernat Picornell, Barcelona Assistència: 4,500 espectadors Àrbitres: Koryzna (POL), Bender (GER) |

## Classificació i premis
| \| Posició \| Equip \| \| ------- \| --------------- \| \| 1 \| Espanya \| \| 2 \| Austràlia \| \| 3 \| Hongria \| \| 4 \| Rússia \| \| 5 \| Estats Units \| \| 6 \| Grècia \| \| 7 \| Països Baixos \| \| 8 \| Canadà \| \| 9 \| R.P. de la Xina \| \| 10 \| Itàlia \| \| 11 \| Kazakhstan \| \| 12 \| Nova Zelanda \| \| 13 \| Regne Unit \| \| 14 \| Brasil \| \| 15 \| Sud-àfrica \| \| 16 \| Uzbekistan \| | Guanyadores - Espanya (primer títol): Marta Bach, Andrea Blas, Anna Espar, Laura Ester, Maica García Godoy, Patricia Herrera Fernández, Laura López Ventosa, Ona Meseguer, Lorena Miranda, Matilde Ortiz, Jennifer Pareja, Pilar Peña Carrasco, Roser Tarragó Jugadora més valuosa - Espanya Jennifer Pareja Millor Marcadora - Països Baixos Lieke Klaassen – 25 gols Millor Portera - Espanya Laura Ester Equip ideal - Espanya Laura Ester – Portera - Hongria Barbara Bujka - Hongria Rita Keszthelyi - Països Baixos Lieke Klaassen - Espanya Jennifer Pareja - Rússia Ekaterina Prokofyeva - Austràlia Rowena Webster |
| Posició | Equip |
| 1 | Espanya |
| 2 | Austràlia |
| 3 | Hongria |
| 4 | Rússia |
| 5 | Estats Units |
| 6 | Grècia |
| 7 | Països Baixos |
| 8 | Canadà |
| 9 | R.P. de la Xina |
| 10 | Itàlia |
| 11 | Kazakhstan |
| 12 | Nova Zelanda |
| 13 | Regne Unit |
| 14 | Brasil |
| 15 | Sud-àfrica |
| 16 | Uzbekistan |